# Sepedonella planifrons
Sepedonella planifrons är en tvåvingeart som först beskrevs av Verbeke 1950.  Sepedonella planifrons ingår i släktet Sepedonella och familjen kärrflugor. Inga underarter finns listade i Catalogue of Life.